# Darth Vader
Darth Vader este un personaj fictiv din Războiul stelelor. Este un puternic lord al Ordinului Sith, ucenic al lui Darth Sidious, născut ca Anakin Skywalker, fiul unei sclave pe nume Shmi Skywalker, el va fi luat de pe planeta sa natală, Tatooine, de către maestrul Jedi Qui-Gon Jinn și padawan-ul său Obi-Wan Kenobi, urmând să fie instruit în artele Jedi. După ce Qui-Gon va fi ucis de către Darth Maul, Anakin va fi luat ca ucenic de către Obi-Wan Kenobi, însă acesta nu reușește să îl învețe pe tânar așa cum l-a învățat maestrul său pe el. Anakin, în încercarea de a-i salva viața soției sale Padme Amidala, va fi mistuit de mânie și ură, elemente ce îl vor împinge în cele din urmă spre partea întunecată și spre calea Sith. Darth Vader va muri din cauza fulgerelor lansate de Darth Sidious și în același timp de propria sa dorință de a-și vedea fiul "cu proprii săi ochi" când îl roagă să îi scoată masca ce îl ajuta să respire. La finalul vieții acesta redevine una cu Forța. El este personajul principal al celei mai cunoscute serii de filme din lume: Razboiul Stelelor!
Darth Vader a fost interpretat (în primele trei episoade ale seriei) de David Prowse, vocea fiind a actorului James Earl Jones .
Există unele speculații că George Lucas s-a inspirat din personajul The Lightning (super-răufăcător costumat din serialul The Fighting Devil Dogs) la crearea lui Darth Vader. Acesta a apărut și într-un vis de-al lui Anakin Skywalker în Atacul Clonelor.